# Distretto di Zərdab
Il distretto di Zərdab (in azero Zərdab rayonu) è un distretto dell'Azerbaigian con capoluogo Zərdab.